# Raymond King
Raymond King, più conosciuto con il diminutivo Ray King (Radcliffe, 15 agosto 1924 – Bangkok, 19 luglio 2014) è stato un allenatore di calcio e calciatore inglese, di ruolo portiere.

## Biografia
I suoi fratelli maggiori Frank e George furono a loro volta dei calciatori professionisti (Frank arrivò anche a giocare nella prima divisione inglese negli anni immediatamente precedenti allo scoppio della seconda guerra mondiale).
Dal 1942 al 1944 prese parte alla seconda guerra mondiale, arruolato nella Home Guard. è deceduto nel 2014, all'età di 89 anni.

## Carriera

### Giocatore

#### Club
Dal 1942 al 1945 è teoricamente tesserato dal Newcastle Utd, con cui comunque gioca solo alcune sporadiche partite nei vari tornei bellici che sostituivano i normali campionati, dal momento che per la maggior parte di quegli anni è impegnato nell'esercito; dopo il termine del conflitto rimane nel club anche per la stagione 1945-1946, in cui disputa 2 partite in FA Cup (unica competizione ufficiale disputata in quella stagione: i campionati ripresero solamente dalla stagione 1946-1947). A fine stagione passa al Leyton Orient, con cui nella stagione 1946-1947 gioca una partita in terza divisione; lasciato il club, si ritira momentaneamente dal calcio per i ricorrenti problemi fisici che lo affliggevano (sia nell'ultima stagione al Leyton Orient che negli anni al Newcastle aveva infatti subito una lunga serie di infortuni di natura traumatica in partita o in allenamento). Riprende comunque a giocare nel 1948 dopo un anno di inattività, disputando una stagione con i semiprofessionisti dell'Ashington; nell'estate del 1949 torna tra i professionisti, accasandosi in terza divisione al Port Vale: nella sua prima stagione si impone subito come titolare, disputando 39 partite di campionato, a cui ne aggiunge 19 nella Third Division 1950-1951. Nel corso della stagione 1951-1952 perde il posto da titolare (disputa infatti solamente 19 partite di campionato), restando poi una riserva anche nella stagione successiva, nella quale gioca solamente 3 partite. Si riprende il posto di portiere titolare dei Valiants nella stagione 1953-1954, che risulta essere una delle migliori della storia del club: oltre a vincere il campionato di terza divisione, il club raggiunge infatti per la prima volta nella sua storia le semifinali della FA Cup, e King gioca da titolare in 53 delle 54 partite stagionali del club (salta solamente una partita di campionato e gioca tutte quelle in FA Cup). Rimane poi nel club anche l'anno seguente, in cui all'età di 30 anni esordisce in seconda divisione, campionato nel quale disputa 41 partite. Anche nelle stagioni 1955-1956 e 1956-1957 mantiene il posto da titolare, giocando rispettivamente 39 e 37 partite in seconda divisione. Nell'estate del 1957 dopo complessive 285 partite (117 in seconda divisione, 145 in terza divisione e 23 in FA Cup) viene ceduto per 2500 sterline ai semiprofessionisti del Boston Utd, in cui nel triennio successivo lavora anche come allenatore, per poi ritirarsi come giocatore nel 1960 all'età di 36 anni.

#### Nazionale
Il 22 maggio 1954 ha giocato una partita con la nazionale B a Basilea contro la nazionale B svizzera (conclusa con il punteggio finale di 2-0 in favore della formazione elvetica).

### Allenatore
Dopo la già citata parentesi al Boston United, dal 1960 al 1963 allena il Poole Town, con cui al termine della stagione 1961-1962 conquista una promozione dalla Southern Football League Division One alla Southern Football League (la stessa categoria in cui già aveva giocato ed allenato con il Boston United, ovvero una delle principali leghe inglesi dell'epoca al di fuori della Football League). Nella stagione 1963-1964 allena poi per un breve periodo il Sittingbourne, da cui poi si dimette per andare a lavorare come collaboratore tecnico e fisioterapista all'Oxford Utd. Dal 1971 al 1975 ha invece allenato nelle giovanili del Luton Town.